# Rustie
Russell Whyte (4 de enero de 1983), más conocido como Rustie, es un productor, compositor y DJ escocés especializado en música electrónica. Firmó con Warp Records en 2010 y recibió un amplio reconocimiento por su álbum debut en 2011 Glass Swords.

## Historia
El primer instrumento de Rustie fue una guitarra y compró sus primeros mazos a los 15 años. Está asociado con el subgénero del láser hip hop, un género descrito como una rama experimental del hip hop que enfatiza los ritmos lentos y bajos, con latigazos electrónicos. murmullos y líneas de bajo. Él cree que su trabajo transmite movimiento y fluidez, y que su proceso creativo es un "mundo inmersivo" envuelto en sonido, ritmo y color. El interés de Rustie en los videojuegos ha influido en su enfoque de la composición electrónica.

## Discografía

### Álbumes de estudio
| Título               | Detalles                                                                                |
| -------------------- | --------------------------------------------------------------------------------------- |
| Glass Swords         | - Lanzado: 10 de octubre de 2011 - Sello: Warp Records - Formatos: CD, Descarga digital |
| Green Language       | - Lanzado: 26 de agosto de 2014 - Sello: Warp Records                                   |
| Evenifyoudontbelieve | - Lanzado: 5 de noviembre de 2015 - Sello: Warp Records                                 |